# Prodegeeria tentata
Prodegeeria tentata är en tvåvingeart som först beskrevs av Walker 1858.  Prodegeeria tentata ingår i släktet Prodegeeria och familjen parasitflugor. Inga underarter finns listade i Catalogue of Life.